# Deutscher Soldatenfriedhof Quesnoy-sur-Deûle

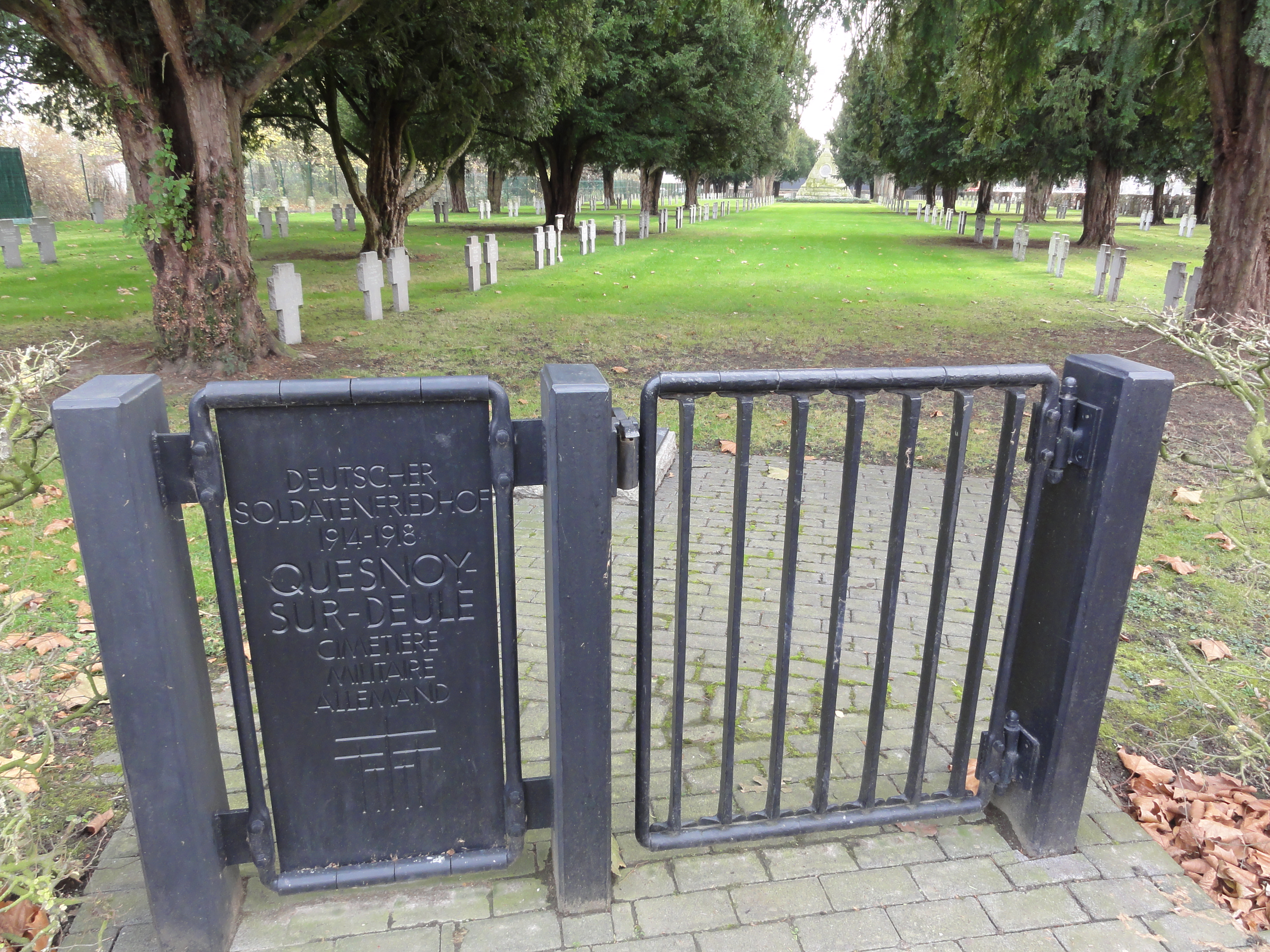
Ingang begraafplaats

Het Deutscher Soldatenfriedhof Quesnoy-sur-Deûle is een militaire begraafplaats in de Franse gemeente Quesnoy-sur-Deûle. Er rusten 1.964 Duitse soldaten die sneuvelden in de Eerste Wereldoorlog. De begraafplaats ligt in het dorpscentrum, naast de gemeentelijke begraafplaats. De begraafplaats heeft een rechthoekig grondplan. Kruisjes in Belgische graniet duiden er de graven aan, met uitzondering van een joods graf. 1.656 soldaten rusten in een individueel graf, waarvan 28 naamloos; 308 gesneuvelden rusten in een gemeenschappelijk graf. Het is een begraafplaats van de Volksbund Deutsche Kriegsgräberfürsorge.
Quesnoy-sur-Deûle lag tijdens de oorlog nabij het Westfront. Veel Duitse soldaten sneuvelden vlakbij in België, ten zuiden van Ieper bij de Eerste Slag om Ieper in oktober en november 1914. De Duitsers begonnen al in november 1914 met de aanleg van de begraafplaats. Ook de loopgravenoorlog maakte in 1915 en 1916 verdere slachtoffers. Na de oorlog werd de begraafplaats verder ingericht.

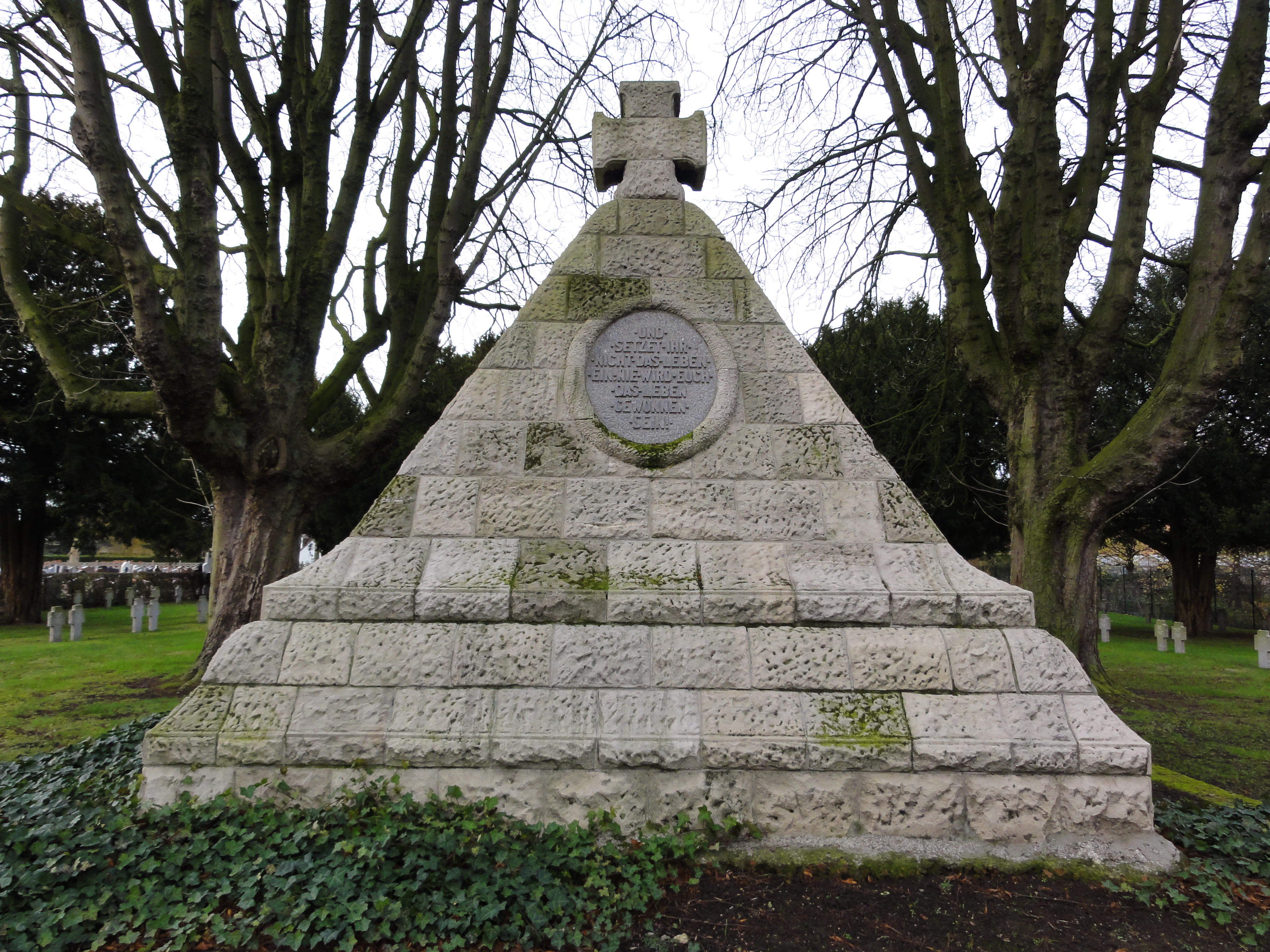
Monument
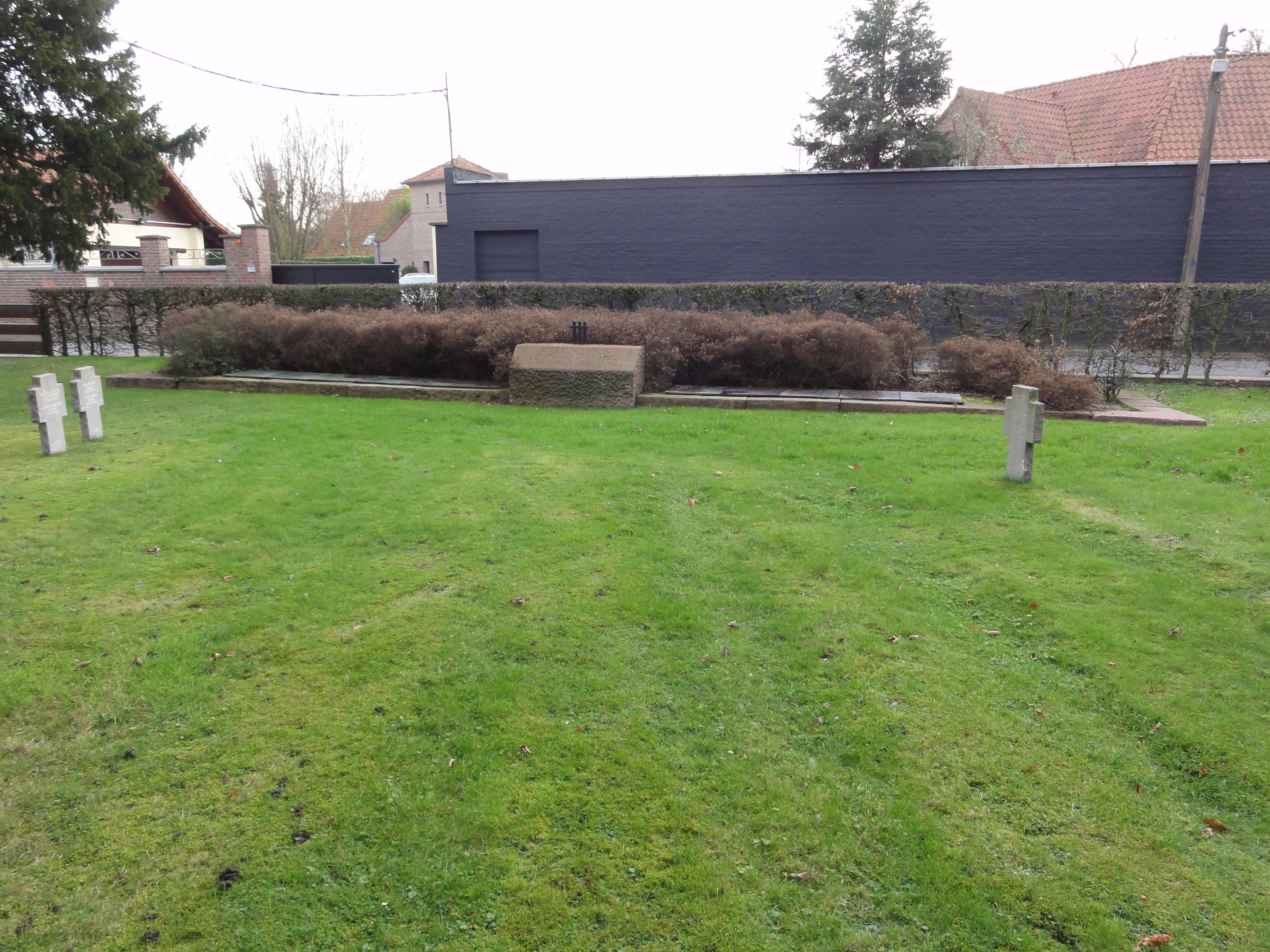
Massagraf